# Stein von Klinta

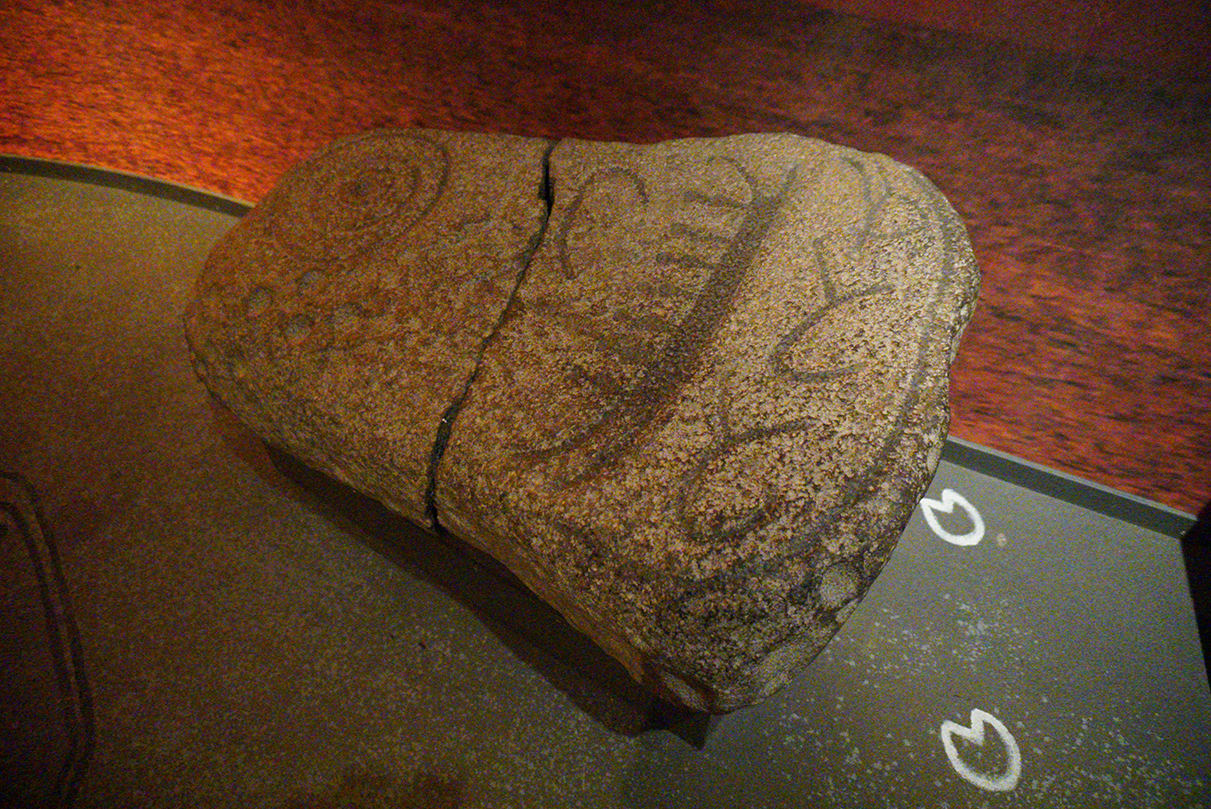
Stein von Klinta

Der Stein von Klinta stammt von der schwedischen Insel Öland und ist einer der nicht besonders zahlreichen bronzezeitlichen Steine mit Felsritzungen, der dazu noch Schälchen besitzt. Ritzungen wurden ansonsten überwiegend auf gewachsenem Fels (Tiefengestein) vorgenommen. 
Der nördlich vom Gräberfeld bei Gettlinge nahe Smeby entdeckte Stein hat besonders interessante Darstellungen. 
- ein Boot des so genannten Hjortspringtyps mit einer Besatzung aus sieben deutlich als menschliche Umrisse erkennbaren Personen (was angesichts des hohen Abstraktionsgrades anderer Felsritzungen zu betonen ist). Die Anzahl ist relativ klein, da einige Schiffe der Himmelstalund über 50 Personen andeuten.
- die Darstellung unmittelbar über dem Boot ist unklar. Andere Schiffe zeigen hier zum Beispiel eine Person, die einen Salto über dem Schiff vollführt (ähnlich wie auf den Petroglyphen von Högsbyn).
- oben rechts befindet sich ein Schälchen, das von drei konzentrischen Ringen umgeben ist. Schalen mit konzentrischen Ringen sind auf den Britischen Inseln üblich, in Skandinavien aber eher seltener.
- oben links sind vier Schälchen eingepickt.
- am unteren Rand sind Wellen dargestellt.

Der Stein befindet sich im Staatlichen Historischen Museum in Stockholm.
Der Klintastab (schwedisch Klintastaven) ist eine etwa 80 cm lange Eisenstange, die 1957 bei einer von Karl Gustaf Pettersson geleiteten Ausgrabung in Klinta auf Öland in Schweden gefunden wurde. 